# Telechrysis
Telechrysis is een geslacht van vlinders van de familie grasmineermotten (Elachistidae).

## Soorten
- T. tripuncta (Haworth, 1828)